# Dorogi Bányász Zenekar
A Dorogi Bányász Zenekar a Dorogi Német Nemzetiségi Kulturális Egyesületén belül működő fúvószenekar, mely 1889-ben alakult Annavölgyön. Fennállása óta fontos szerepet vállal Dorog város közösségi életében. A város rendezvényeinek rendszeres fellépője, a bányásznapi ünnepségek hagyományosan a zenekar játékával nyílnak minden évben. 

## Története és tevékenysége
Bende György (korábban a zenekar titkára) kutatásai szerint a Zenekart zeneszerető bányászok (12 fő) alapították Annavölgyön 1889-ben. Sajnos erről írásos dokumentáció nem maradt fenn. Az első zenészek Cseh- és Morvaországból betelepített bányászok voltak. Vezetőjük egy német vagy osztrák származású Annavölgyi igazgató, Winkler János volt. Valószínűleg ez volt az ország első bányász zenekara. A működés folyamatosságát a mindenkori bányaigazgató biztosította. Az első időkben a Salgótarjáni Kőszénbánya RT, később pedig a Dorogi Szénbányászati Tröszt vette át ezt a szerepet.
1918-ban a bányaigazgatóság Annavölgyről Dorogra költözött, az ekkor 24 tagú zenekar pedig Dorogon folytatta működését, Fleischer Ferenc karnagy vezetésével. A két világháború között (1920-1923-ig) Bánáti Buchner Antal volt a karmester, majd 1923 és 1928 között ismét az Annavölgyről Dorogra helyezett Fleischer. Az ő nyugalomba vonulása után Gáldi Ferenc vette át a vezetést, akinek keze alól sok jó muzsikus került ki.
A második világháború Dorogot sem kímélte, de Gáldi Ferenc, Pillár Ernő és Hám János felkutatta a széthordott hangszereket, kotta anyagot, így hamarosan újra szervezték a zenekart. Rengeteg sikert aratva ismét teljesítette hivatását az együttes. Gáldi Ferenc utódja fia, Gáldi Ernő lett, aki 1961 és 1970 között vezette a zenekart.

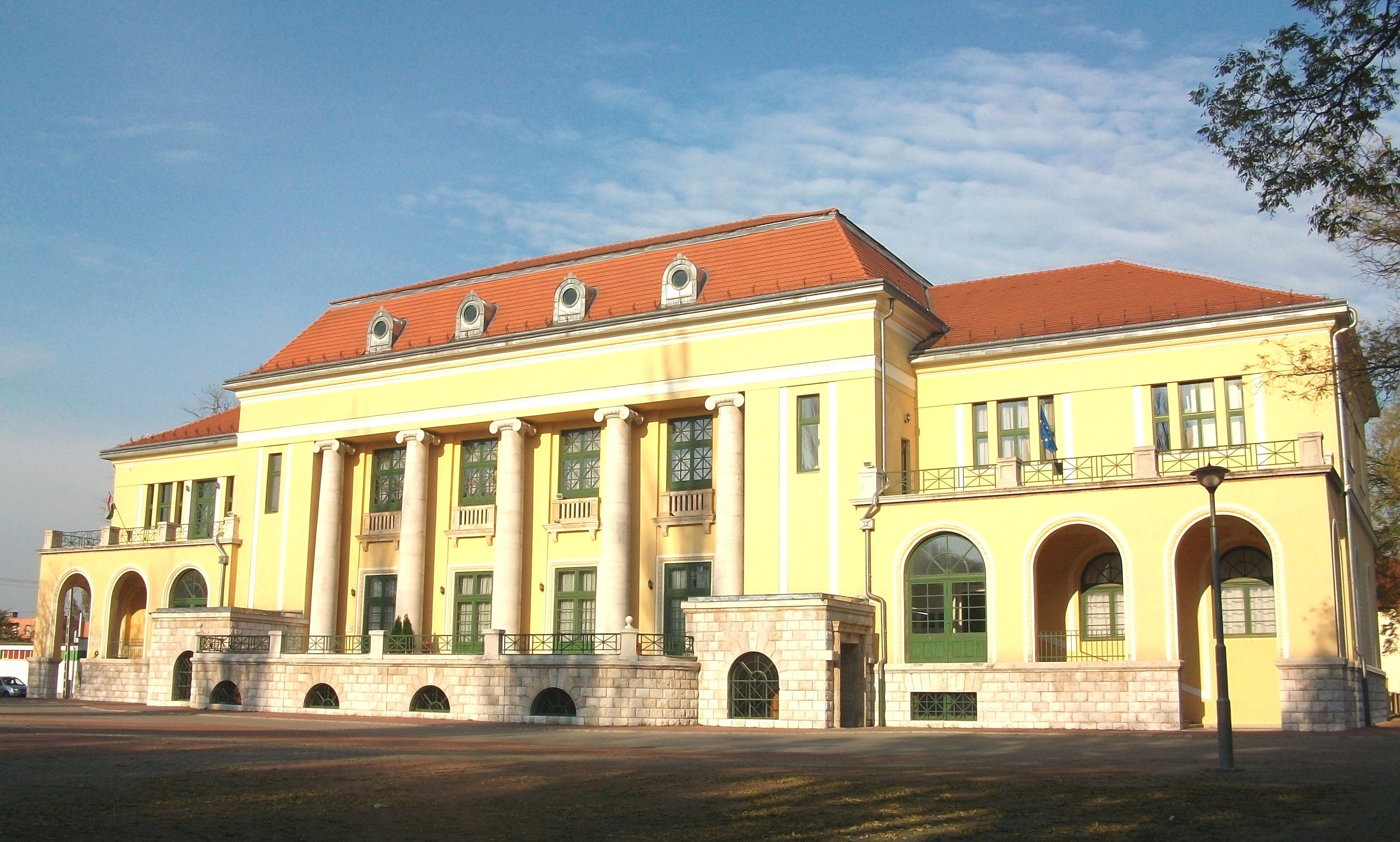
A zenekarnak is otthont adó József Attila Művelődési Ház Dorogon

1964 óta számos országos fesztiválon vesz részt az együttes. 1965-ben a szimfonikus zenekarok második országos fesztiválján, 1966-ban a bányász zenekarok I. Várpalotai, 1969-ben a II. Salgótarjáni fesztiválján szerepelt. 1966-tól pedig a Siklóson rendezett Országos Fúvószenekari Fesztiválokon, ahol egymás után háromszor nyerték el az ezüst vándorserleget, így az a harmadik siker után örökre a zenekarnál maradt.
1970-ben Lénárd Elek vette át a zenekar vezetését, őt segítette munkájában Bulhardt Vilmos másodkarnagy. Ebben az időszakban nyílt meg először a külföldi szereplés lehetősége. Először a csehszlovákiai Štětí, majd Kolín és 1973-ban az Ostravai III. Nemzetközi Fúvószenekari Fesztivál, ahol a nemzetközi zsűri „külön diplomáját” nyerte el a zenekar. Lénárd Elek itt ismerkedett meg Raimund Wolffal, a Német Zenei Szövetség elnökével, aki külön érdeklődést tanúsított a fesztivál egyedüli magyar fúvószenekara iránt. Ennek az ismeretségnek volt köszönhető, az első nyugat-németországi meghívás, amely a Tailfingenbe szólt. Itt rendezték meg az V. Bundesmusikfest-et, ahol a zenekar történetének talán legnagyobb sikerét aratta mind a közönség, mind a szakmai zsűri körében. Az eredmény ”A” kategória I. helyezés ”Kitüntetéssel”. Lénárd Elek 1984-ben bekövetkezett halála után a karnagyi szerepet Szabó Jenő vette át, aki másfél év után távozott a zenekar éléről.
Ezek után átmenetileg Bulhardt Vilmos lett a karmester, majd a Bányász Szakszervezet felkérésére 1988-ban Zagyi István vette át a zenekar vezetését egészen 2016 májusáig. Ebben az évben nagy változás történt a zenekar életében, ugyanis Zagyi István egészségi állapota miatt elköszönt a zenekartól. Közel 30 éves pályafutása után adta át a karmesteri pálcát Hoós Sándor karmesternek. Jelenleg is az ő vezetésével működik a zenekar.  
2019-ben a Dorogi Bányász Zenekar felvételt nyert a Komárom-Esztergom Megyei Értéktárba. Szintén ebben az évben ünnepelte fennállásának 130. jubileumát, melynek megünnepléseként nagy sikerű koncertet adtak a Dorogi József Attila Művelődési Házban.
Működési területe nagyon széles skálán mozog. Nyugodtan kijelenthetjük, hogy hű kísérője Dorog város mindennapi életének. Nívós repertoárjával elmaradhatatlan színfoltja a rangos fesztiváloknak és társadalmi ünnepeknek. Fesztiválok, felvonulások, hangulatos térzenék, templomi közreműködések, megemlékezések, családi ünnepek is jelzik azt a széles területet, amit a zenekar képes magas színvonalon ellátni.                            

## Működtetése
A működés folyamatosságát egész fennállása alatt a mindenkori bányaigazgató biztosította. Az első időkben ez a Salgótarjáni Kőszénbánya RT volt, később pedig a Dorogi Szénbányászati Tröszt vette át ezt a szerepet.
1995-ben az egyre nehezebb anyagi feltételek választás elé állították a zenekar vezetőit és tagjait. Vagy felbomlik az együttes és ezzel több mint 100 éves hagyomány szűnik meg Dorogon, vagy az eddigi próbapénzről is lemondva önfenntartóvá válik. A zenekar tagjai az utóbbit választották és 1995. május 8-án megtartott közgyűlésen az egyesületté alakulás mellett döntöttek, amit a cégbíróság 1995. június 21-én be is jegyzett.
Az egyesület neve: Dorogi Német Nemzetiségi Kulturális Egyesület. Ezen egyesület keretén belül működik az együttes Bányász Zenekar néven. Az egyesületnek írásban rögzített működési szabályzata van, melynek értelmében a tagok rendszeres tagdíjat fizetnek. A zenekar működése így biztosítottnak látszik hosszabb távon is.

## Az Egyesületté alakulás utáni fontosabb események a zenekar életében
1996-ban Kissleggben vettünk részt a Nemzetközi Fúvószenekari Fesztiválon, amit megnyertünk. 1999-ben a zenekar 110 éves évfordulója alkalmából rendezett fesztivál külföldi zenekarok részvételével. 2002-ben Wendlingen testvérváros zenekarának meghívásának tettünk eleget. 2005-ben a korábban Dorogon vendégszerepelt Kelchsaui osztrák zenekar 125. éves évfordulója alkalmából rendezett fesztiválon vettünk részt. Az egyesületté válás óta a zenekar az említetteken kívül, évente 3-5 alkalommal külföldi együttesekkel közös hangversenyeket rendez városunkban. 2006-ban ünnepeltük a németországi Kisslegg zenekarával a kapcsolat 30 éves évfordulóját, egyben a Kissleggi zenekar 210 éves jubileumával.
A legnagyobb kihívást egy máltai meghívás jelentette ugyancsak 2006-ban, mely meghívásnak a Táti Fúvószenekarral és a táti mazsorettekkel közösen tettünk eleget. Málta Sliema nevű településén szerepeltünk nagy sikerrel. 2008-ban a kapcsolat teremtés szándékával meglátogatott bennünket a németországi Annaberg város fúvószenekara és az 58. Bányász Napon együtt ünnepeltünk. Egy hónappal később a németországi Schlema városában nemzetközi fesztiválon vettünk részt, ahol eddigi talán legnagyobb sikerünket értük el. A fesztivál sátor kb. 5000 fős közönsége állva tapsolva követelt ráadást zenekarunktól.
Zenekarunk 2009-ben ünnepelte fennállásának 120. évfordulóját, mely alkalomból jubileumi hangverseny keretében Dorog Város Önkormányzata jubileumi zászlót adományozott zenekarunknak. 2009 egy újabb kihívást is tartogatott számunkra, augusztus 20-25. között Dániában Ballerup városában szerepelt zenekarunk egy nemzetközi fesztiválon, ott is átütő sikerrel. A 120 éves jubileum alkalmából a jubileumi koncertünk műsorát rögzítettük és CD-n megjelentettük.
2010-ben viszonoztuk az Annabergi zenekar látogatását és közös koncerteket adtunk egy kedvelt kirándulóhelyen és egy szanatóriumban. Még egy közös szereplés várt ránk 2010 őszén a Táti Fúvószenekarral és mazsorett csoporttal Olaszországban Magioneban szerepeltünk egy helyi ünnepségen ismételten nagy sikerrel. 2011-ben újra ellátogattunk Németországba Schlemaba az Európai Fúvószenekari Fesztiválra, ahol a nemzetközi mezőnyben nagy sikert arattunk.
Zenekarunk 2014-ben ismét egy jeles jubileumhoz érkezett, 125 évesek lettünk. A jubileum alkalmából ünnepi koncertet adtunk a Párbeszéd Napján májusban és a koncert zenei anyagának felvételét megjelentettük CD-n. Ugyancsak erre az alkalomra elkészült egy kiadvány az elmúlt 125 év képes krónikája, Kovács Lajos és Molnár Villő helytörténészek szerkesztésében „Jubiláló bányász muzsikusok és zenekarok Dorogon” címmel.
2019-ben már alapításának 130. évfordulóját ünnepelhette a zenekar és a 125 éves jubileumi kiadvány folytatásaként Dankó József és Molnár Villő szerkesztésében megjelent a „130 éves a Dorogi Bányász Zenekar” című kiadvány. A jubileumi koncertünkön fellépett Lencsés Lajos oboaművész zenekarunk korábbi tagja. Az eseményről videó felvétel készült Dorog Város Önkormányzata támogatásával.
Amennyiben sikerül meggyőzni támogatóinkat arról, hogy nagymúltú zenekarunkra a jövő generációjának is szüksége lesz, remélhetőleg még sok éven keresztül szolgálni fogja Dorog és környékének fúvószenekari igényeit.

## Néhány fontosabb külföldi szereplés
1971 – Štětí (Csehszlovákia)
1972 – Kolín (Csehszlovákia)
1973 – Ostrava (Csehszlovákia)
1974 – Tailfingen (Németország)
1976 – Kisslegg (Németország)
1983 – Isny (Németország)
1988 – Magstadt (Németország)
1988 – Lubin (Lengyelország)
1996 – Kisslegg (Németország)
2000 – Zsére (Szlovákia)
2002 – Wendlingen (Németország)
2002 – Zsére (Szlovákia)
2003 – Martos (Szlovákia)
2004 – Párkány (Szlovákia)
2005 – Kelchsau (Ausztria-Tirol)
2006 – Kisslegg (Németország), Sliema (Málta)
2008 – Schlema (Németország)
2009 – Ballerup (Dánia)
2010 – Annaberg (Németország), Magione (Olaszország)
2011 – Schlema (Németország)
2014 – Marienberg (Németország)
2015 – Schlema (Németország)
2019 – Cirkvenica, Novi Vinodolski (Horvátország)